# Arkivalieronline
Arkivalieronline (Tidligere Arkivalieronline.dk; forkortet AO), er online services som blev lanceret i 2002 af Statens Arkiver, hvor der stilles kirkebøger, folketællinger, lægdsruller, tingbøger og andre arkivalier fra statens arkiver til rådighed gratis. Fordelen for især slægtsforskere har været, at man udenom landsarkivernes åbningstider og hjemmefra sin egen computer kan benytte arkivalierne til forskning. Hjemmesidens system kræver ikke brugeroprettelse. Den 1. juli 2012 var der 18.617.492 billeder af scannede dokumenter.

## Om Arkivalieronline
Meningen bag Arkivalieronline er at ofte benyttede arkivalier på arkiverne skal digitaliseres, altså scannes ind på computer. De gamle arkivalier er skrøbelige og derfor ville det fra arkivernes side være en fordel, dels at få lavet en kopi, dels at gøre disse materialer let tilgængelige til brug for almindelige mennesker. Projektet blev efter en bevilling fra statens side påbegyndt af Statens Arkivers Filmningscenter i efteråret 2002. I starten skulle der bruges et login på siden, men dette blev fjernet igen efter nogle år.
Den 19. februar 2013 blev en ny version af Arkivalieronline lanceret, fra da af blev man på det gamle domæne www.arkivalieronline.dk sendt videre til www.sa.dk/ao, samtidigt gik .dk også ud af navnet. Den nuværende version af siden bruger for de fleste arkivalier et java-baseret program til at fremvise arkivalierne, dette sker ved at de igennem et program hentes ned(downloades) på brugerens computer. Statens Arkiver arbejder på at udvikle en ny version af siden uden brug af java programmet hvor man i stedet ser arkivalier igennem sin web-browsere, denne version blev delvist lanceret i foråret 2013. I første omgang var det visse folketællinger der kunne ses igennem brugerens browseren, fra 18. juni 2013 har det været muligt uden Java at se folketællingerne for årende 1787, 1801, 1834, 1840, 1845, 1850, 1855, 1860, 1901, 1906 og 1925, systemet er ifølge Statens Arkiver udviklet til at fungere på Microsoft Windows, Mac og såkaldte tablets.

### Efter kirkebøger og folketællingerne
Billedviseren uden java er blevet opdateret flere gange, den 11. december 2013 samtidigt med en opdatering, blev der lagt omkring fire millioner nye kopier af scannede arkivalier på hjemmesiden. I takt med at de fleste kirkebøger frem til 1960 og folketællinger frem til 1930 var blevet scannet og tilgængelige online, gik Statens Arkiver i gang med at lægge andre ofte benyttede arkivalier fra arkiverne til rådighed, blandt andet blev i starten københavnske skiftearkivalier, brandforsikrings- og brandtaksationsprotokoller og de militære lægdsruller scannet.
Ved et samarbejde mellem Statens Arkiver og Dansk Pianostemmer & Instrumentmagerforening er nummerbøger fra virksomheden Hornung & Møller blevet digitaliseret og lagt på Arkivalieronline i februar 2013. Det er Pianostemmer- & Instrumentmagerforening som har finansieret digitaliseringen. I nummerbøgerne finder man oplysninger om de flygel eller klaver som blev produceret af Hornung & Møller i perioden 1827 til 1972.
Daisy er en database over arkivalier i statens arkiver, igennem denne har man kunnet søge efter arkivalier som er scannet og digitaliseret. Den 31. december 2013 blev der lagt over 4.1 millioner billeder af scannede arkivalier ind på statens arkivers hjemmeside, disse kunne i starten kun søges frem i Daisy, det drejede sig i første omgang om Den Kongelige Fødsels- og Plejestiftelses arkiv og militære lægdsruller frem til omkring 1860. Den 19. december blev der lagt endnu flere nye arkivalier ud, det drejede sig om tinglysningsarkivalier (realregistre og skøde- og panteprotokoller), skiftearkivalier, den Sjællandske del af Christian 5.'s matrikel (Markbøger), Sønderjyske personregistre og Tønder Købstads Arkiv.
Statens Arkiver har allerede scannet flere millioner arkivalier og de er løbende blevet tilgængelige og søgbare i databasen Daisy og Arkivalieronline. I 2014 har der blandt andet været fokus på arkivalier fra og om den 2. slesvigske krig, hvor man allerede kan finde originale tabslister, fangelister og de senere ansøgningsskemaer for krigsveteraner om erindringsmedajle. I forbindelse med at erindringsmedajle er blevet scannet har Statens Arkiver, i samarbejde med Dansk Data Arkiv, sat en hjemmeside op hvor frivillige kan indtaste ansøgningsskemaerne som veteranerne fra de to slesvigske krige skrev og sendte til krigsministeriet.
I februar 2015 havde Statens Arkiver allerede dette år lagt over 1,5 millioner kopier af forskellige arkivalier ud, disse skulle også søges frem i Daisy, det drejer sig blandt andet arkivalier fra skøde- og panteprotokoller, Geheimekonseillet og skibstegninger fra Orlogsværftets arkiv fra perioden 1630-1890.

### Nyt browserbaseret system
I sommeren 2015 opdaterede Statens Arkiver sit hjemmesidedesign, og den 15. juli lanceres også en ny udgave af Arkivalieronline, denne er udelukkende browserbaseret og bruger ikke som tidligere versioner et java-program til at vise arkivalierne. Som noget nyt kunne alle de scannede og digitaliserede arkivalier nu tilgås direkte fra Arkivalieronline,  og der behøves ikke som tidligere søges i Daisy efter bestemte arkivalier som for eksempel lægdsruller. Ved den nye lancering havde Statens Arkiver scannet og digitaliseret 35 millioner sider.

## Om de tilgængelige arkivalier
Det er især slægtsforskere som ivrigt har benyttet sig af arkivalierne, da blandt andet folketællinger, kirkebøger, tingbøger og lægdsruller er vigtige kilder for de, der forsker i egen slægt. Før i tiden måtte slægtsforskere besøge lokal- og landsarkiver på tværs af landet for at kigge i kirkebøgerne, det tog derfor lang tid, i dag er det blevet nemmere for mange flere at finde deres forfædre foran computeren, og så kan det også ske uden for arkivernes åbningstider.
På Arkivalieronline kan man se skanninger, altså digitale billeder, af de originale arkivalier. Det betyder, at man præcis som hvis man kiggede i det originale materiale, skal læse håndskrift og kende nogle informationer på forhånd, hvis man for eksempel leder efter en bestemt person. På Arkivalieronline.dk kan man nemlig ikke søge på et personnavn. Via blandt andet Dansk Data Arkiv og Danish Family Search er det muligt at søge i arkivalierne, mange oplysninger og sider fra arkivalierne er dog endnu ikke indtastet.

### Hvilke arkivalier er tilgængelige
Listen er ikke komplet
| Arkivalier                                      | Beskrivelse | Periode |
| ----------------------------------------------- | --- | --- |
| Kirkebøger                                      | Kirkebøger har til formål at registrere de kirkelige handlinger i et kirkesogne, dette dækker dåb, konfirmationer, vielser og død | Fra starten af 1500-tallet til 1960'erne                                                                         |
| Folketællinger                                  | En folketælling er en officiel optælling og/eller registrering af alle personer, som bor eller opholder sig indenfor et bestemt område. Det kan være et land, et amt, en by eller et sogn Folketællinger afholdt i kongedømmet Danmark og 1860 også for Slesvig | 1787, 1801, 1834, 1840, 1845, 1850, 1855, 1860, 1870, 1880, 1890, 1901, 1906, 1911, 1916, 1921, 1925, 1930, 1940 |
| Skiftearkivalier                                | Et skifte er en opgørelse over en afdød persons værdier. Hvis den døde ejede noget af værdi, afgør skifteretten, hvad der skal ske med værdierne. Ofte går de til efterlevende slægtninge i form af arv. Andre gange anvendes de til at dække den afdødes gæld eller udgifterne til begravelsen Dækker kun Sjælland, Lolland, Falster og Bornholm                                          | Fra 1600-tallet til starten af 1900-tallet                                                                       |
| Dødsattester                                    | Dødsattester fra hele landet, der indeholder dødsårsag, og i nogle tilfælde flere oplysninger om dødsfaldet. Inddelt efter lægekredse og lægedistrikter, der i løbet af 1900-tallet blev samlet inddelt efter landsdele. | Fra 1840 til 1943                                                                                                |
| Københavnske skiftearkivalier                   | Københavnske skiftearkivalier, se beskrivelse om skiftearkivalier ovenover | Fra 1792 til 1926                                                                                                |
| Borgerlige ægteskabsbøger                       | Oplysninger om borgerlige vielser fra 1923 Dækker kun København, Frederiksberg og Gentofte | Fra 1923 til 1970                                                                                                |
| Brandforsikring                                 | Brandforsikrings- og brandtaksationsprotokoller samt taksationsforretninger | Midten af 1700'tallet til 1875                                                                                   |
| Københavns Overpræsidium                        | Omfatter Københavns Overpræsidiums journaler vedr. familieretlige forhold. I disse journaler findes blandt andet oplysninger om skilsmisse, faderskabssager, børnebidrag eller adoption | Journaler fra 1858 til 1936 Sager fra 1858 til 1900                                                              |
| Tingbøger                                       | Digitaliserede tingbøger på Arkivalieronline indeholder oplysninger til dokumentation af retlige forhold og til historiske undersøgelser vedr. fast ejendom. | Fra 1927-1950’erne til perioden 1992-2000                                                                        |
| Tinglysningsarkivalier                          | Realregistre og skøde- og panteprotokoller | Fra 1500-tallet til 1927                                                                                         |
| Nummerbøger fra Hornung & Møller                | Virksomhedens arkiv nummerbøger over producerede flygel eller klaver, indeholder oplysninger om instrumenter og ejere | Fra 1827 til 1972                                                                                                |
| Lægdsruller og søruller                         | Fortegnelser over mænd der kunne udskrives til militærtjeneste i hæren | 1700'tallet til 1930'erne                                                                                        |
| Den Kongelige Fødsels- og Plejestiftelses arkiv | Blandt andet hovedprotokollerne I 1750 blev Fødselsstiftelsen oprettet, og her kunne kvinder føde anonymt og få gratis lægehjælp. Formålet var at undgå drab på nyfødte, og moderen blev lovet anonymitet til "evig tid". Denne regel blev dog ændret i 2007. Arkivet indeholder en række oplysninger om både driften af stiftelsen og om de kvinder og børn, der fik hjælp af stiftelsen. | 1774-1925 |
| Erindringsmedajler                              | Ansøgningsskemaer om Erindringsmedajler for veteraner fra Treårskrigen og 1864-krigen | 1873-frem |
|                                                 | | |